# کولونگاستنا
کولونگاستنا (به لاتین: Kolongastenna) یک منطقهٔ مسکونی در سری‌لانکا است که در استان مرکزی (سری‌لانکا) واقع شده‌است.